# SBB RBDe 560

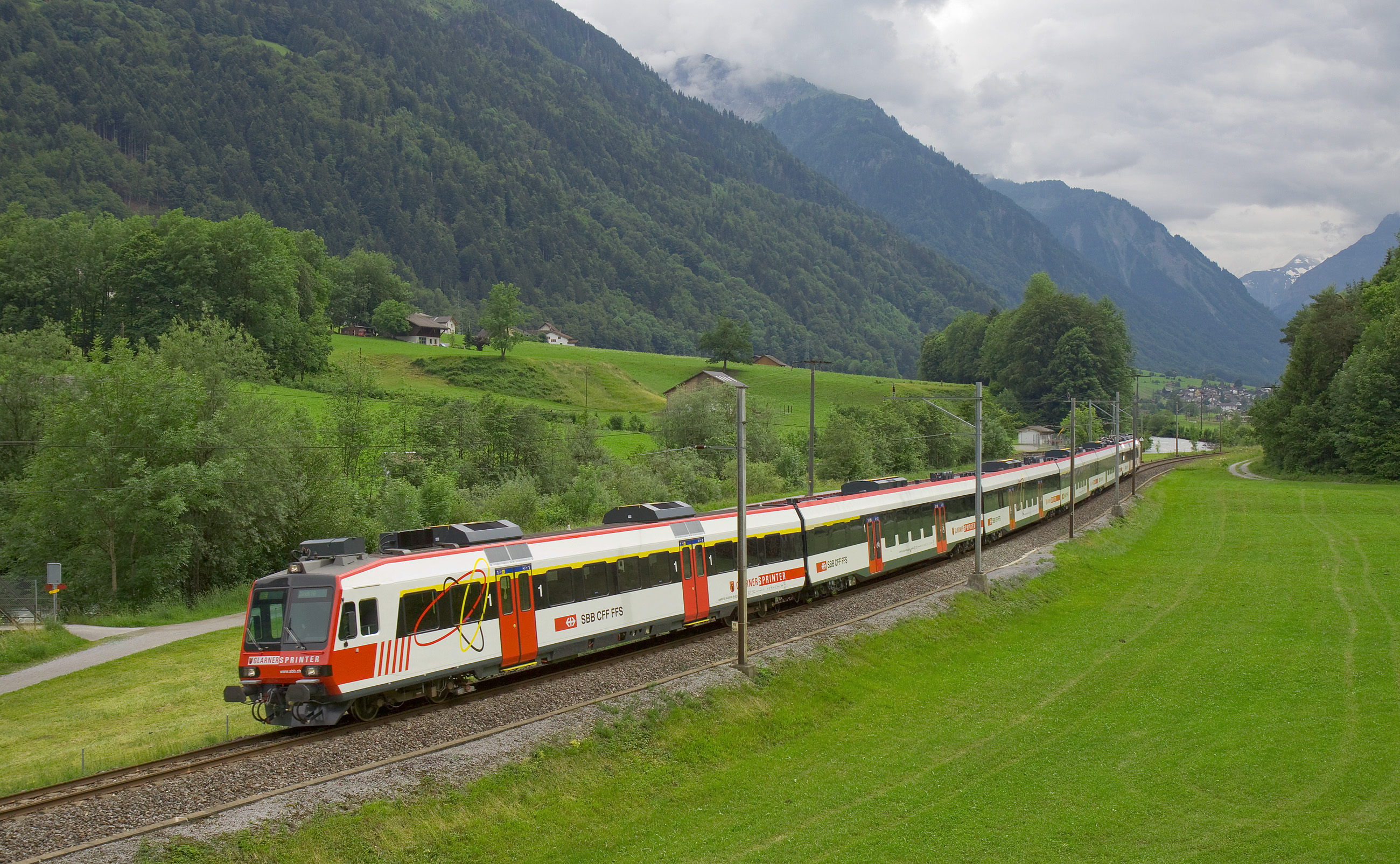
SBB RBDe 560 «Domino» als Glarner Sprinter tussen Nidfurn-Leuggelbach.

De RBDe 560, Neuer Pendelzug, ook wel Kolibri genoemd, is een elektrisch treinstel bestemd voor het regionaal personenvervoer van de Schweizerische Bundesbahnen (SBB).

## Geschiedenis
De vier prototype treinen werden in 1981 besteld. Zij bestonden uit een motorwagen met kenmerk RBDe 4/4 en de nummers 2100 t/m 2103 samen met een stuurstandrijtuig met kenmerk Bt. Deze treinen werden alle niet gemoderniseerd en zijn verkocht aan:
- 2100: Oensingen-Balsthal-Bahn (OeBB) nr: 207
- 2101: Montafonerbahn (MBS) nr: 121
- 2102: Chemins de fer du Jura (CJ) nr: RBDe 567 141-941
- 2103: Montafonerbahn (MBS) nr: 122

De RBDe 560 en aansluitende serie RBDe 561, RBDe 562, RBDe 566 en RBDe 568 zijn tussen 1982 en 1995 gebouwd. De eerste serie bestond uit 80 treinen. De vervolgserie bestond uit 42 treinen. Bovendien werden nog eens 2 treinen gebouwd voor de Chemin de fer Pont-Brassus (PBr) en 4 treinen gebouwd voor de Mittelthurgaubahn (MThB). Vervolgens werden er nog 4 treinen gebouwd voor de Schweizerische Südostbahn (SOB) en 2 treinen gebouwd voor de Montafonerbahn (MBS). In totaal zijn er van deze serie 134 treinen gebouwd.
De SBB heeft twee NPZ-treinen voor lange tijd verhuurd aan de Chemin de fer Vevery-Chexbres (VCh) voor het traject tussen Vevey en Puidoux-Chexbres. De treinen werden aangepast met extra remvermogen. Het treinstel RBDe 560 131 wordt in aangepaste kleuren met merknaam Train des Vignes ingezet. Het treinstel RBDe 560 132 heeft SBB-kleuren en is het reserve treinstel.
Tussen 2008 en 2013 vindt een moderniseringsprogramma plaats. De motorwagen en het stuurstandrijtuig krijgen een 'update' en de tussen rijtuigen worden afgevoerd.
De motorwagens vanaf het nummer RBDe 4/4 2104 via 560 004-4 het UIC nummer 94 85 7 560 004-4 kreeg.

## Constructie en Techniek

### RBDe 560
Dit zijn treinen bestaande uit een motorwagen, een stuurstandrijtuig van hetzelfde model aangevuld met een of meer tussenrijtuigen bestemd voor regionaal personenvervoer van de SBB. Als tussenrijtuig werd gekozen voor het aanpassen van ouder type rijtuigen, namelijk van het type EW I en EW II. Van deze serie kregen de treinen met afwijkingen een ander serienummer, namelijk RBDe 561, RBDe 562, RBDe 566 en RBDe 568.
In geval van nood kan de motorwagen van het type RBDe 560 vervangen worden door een locomotief van de serie Re 420.
In 2008 werd begonnen met een moderniseringsprogramma. De motorwagen en het stuurstandrijtuig krijgen een 'update' en de tussen rijtuigen worden vervangen door nieuwe tussen rijtuigen met een lagevloerdeel. Deze treinen worden ook wel Domino genoemd.

#### Chemin de fer Vevery-Chexbres
De Chemin de fer Vevery-Chexbres (VCh) huurt voor een lange periode twee treinen van de Schweizerische Bundesbahnen (SBB) voor het traject tussen Vevey en Puidoux Chexbres. De treinen werden aangepast met extra remvermogen. Het treinstel RBDe 560 131 wordt in aangepaste kleuren met merknaam Train des Vignes ingezet. Het treinstel RBDe 560 132 heeft SBB kleuren en is het reserve treinstel.
| RBDe | 560   | 131-132 | motorwagen        |
| Bt   | 29-35 | 931-932 | stuurstandrijtuig |

### RBDe 561
In 2003 werden voor SBB GmbH zes treinen van het type RBDe 560 aangepast voor het regionaal personenvervoer en kregen het type RBDe 561. Deze treinen hebben dienstgedaan op de S-Bahn Bazel, namelijk op de Wieseltalbahn en de Gartenbahn. De aanpassingen waren onder meer het monteren van een stroomafnemer met een breedte van 1950 mm en de treinbeveiliging Integra-Signum.
| RBDe | 561   | 105, 127-128, 133-135 | motorwagen        |
| Bt   | 29-35 | 960-965               | stuurstandrijtuig |
| AB   | 30-35 | 660-665               | tussenrijtuig     |
| B    | 20-35 | 660-665               | tussenrijtuig     |

#### Mittelthurgaubahn
De treinen van de Mittelthurgaubahn (MThB) van het type RBDe 566 zijn op 31 december 2002 overgenomen door de Schweizerische Bundesbahnen (SBB) en in 2008 als volgt vernummerd:
| RBDe | 566 561 | 631-634 171-174 | motorwagen        |
| Bt   | 29-35   | 211-216 971-976 | stuurstandrijtuig |
| AB   | 30-35   | 671-674         | tussenrijtuig     |

### RBDe 562
In 1997 werden zes treinen van het type RBDe 560 aangepast voor het regionaal personenvervoer en kregen het type RBDe 562. Deze treinen deden tot 2011 dienst op de S-Bahn Bazel in de richting Mühlhausen. De treinen zijn ook geschikt gemaakt voor een spanning van 25.000 volt 50 Hz wisselstroom.
| RBDe | 562   | 136-141 | motorwagen        |
| Bt   | 29-35 | 950-955 | stuurstandrijtuig |
| AB   | 30-35 | 600-606 | tussenrijtuig     |
| B    | 20-35 | 600-613 | tussen rijtuig    |

### Andere NPZ
De treinen van dit type NPZ rijden onder meer bij de BLS, de Mittelthurgaubahn (MThB), de Schweizerische Südostbahn (SOB), de Chemin de fer Pont-Brassus (PBr) tegenwoordig als Transports Vallée de Joux - Yverdon-les-Bains - Ste-Croix (TRAVYS) en de Montafonerbahn (MBS) met de SBB RBDe 560.
De 2 treinen (RBDe 566 384 en 385) van de Transports Vallée de Joux - Yverdon-les-Bains - Ste-Croix (TRAVYS) zijn inmiddels gemoderniseerd en voorzien van een lagevoer rijuig en worden op hun treject tussen Vallorbe en Le Brassus ingezet.

### Domino

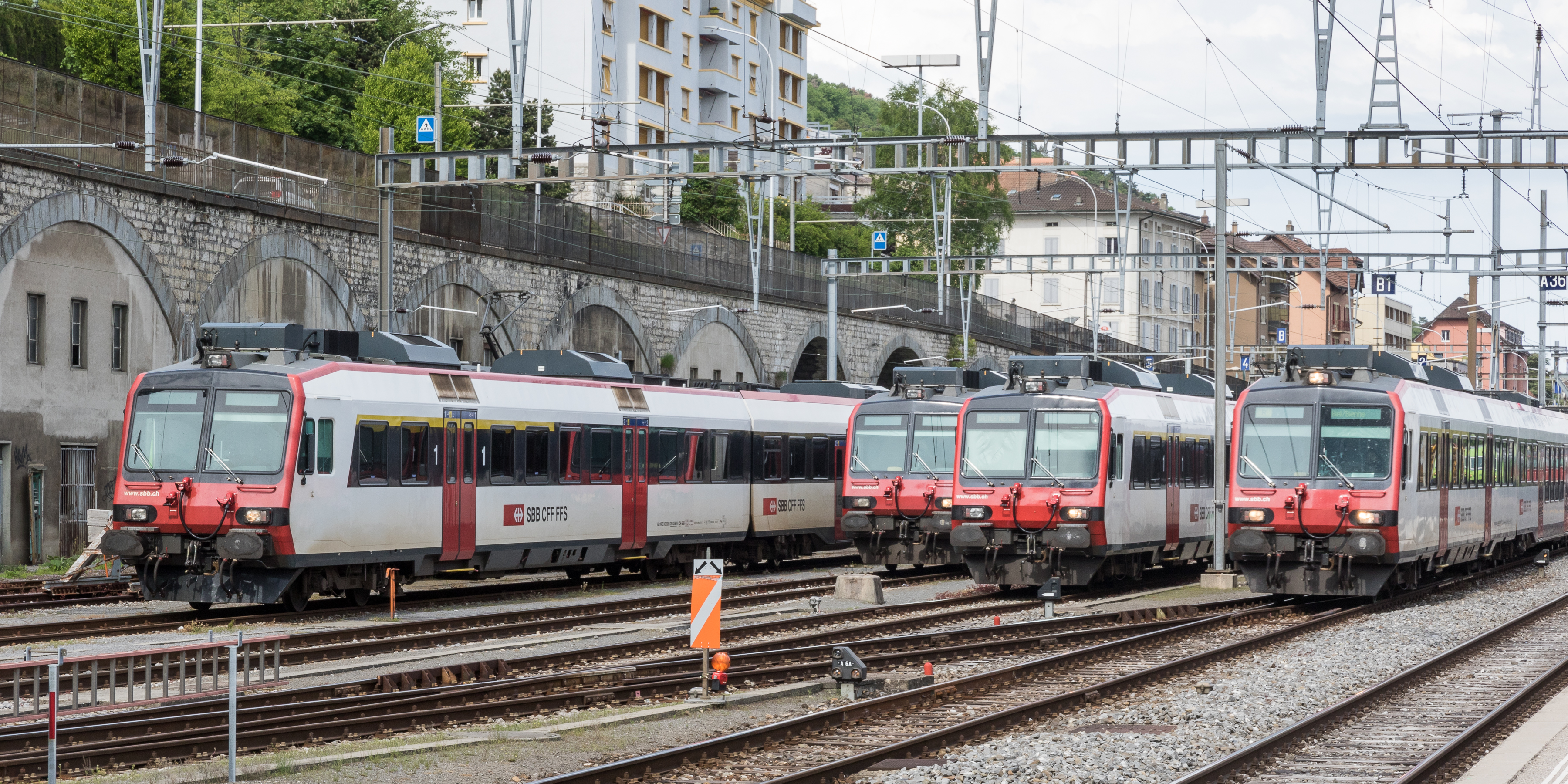
RBDe 560-parade in Neuchâtel

De eerste Domino treinstellen werden in het voorjaar van 2009 in kanton Wallis ingezet. Daarna volgden Domino treinstellen in de kantonen Vaud, Neuchâtel en Fribourg in het kanton Jura evenals tussen Zürich en kanton Glarus. Vanaf 5 september 2011 worden treinstellen van het type Domino 4 bij de S-Bahn Luzern op de lijn S8 en tussen Olten en Sursee in gebruik genomen. Deze treinstellen bestaan uit een gemoderniseerd motorrijtuig, een gemoderniseerd stuurstandrijtuig en twee nieuwe rijtuigen met lagevloer en een toilet met gesloten systeem, toegankelijk voor rolstoelgebruikers.

#### Lagevloer rijtuig

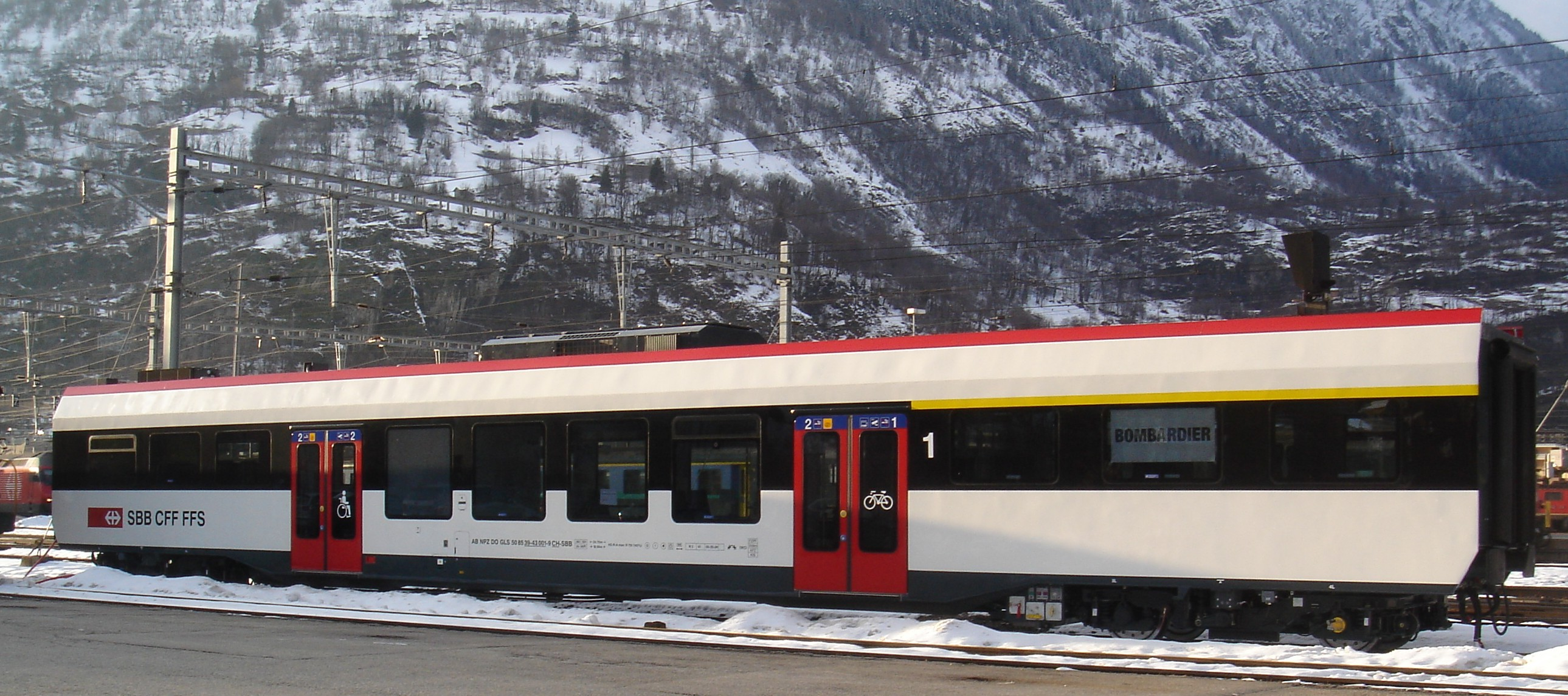
lagevoer rijtuig in Brig

De rijtuigen van het type EW II worden tussen 2008 en 2012 vervangen door rijtuigen met lagevloerdeel. 

Voor de bouw van 188 rijtuigen en een optie van 100 rijtuigen met 50% lagevloerdeel voor een levensduur van 20 jaar. Hierbij werden de oude EW II draaistellen na revisie hergebruikt.
De aanbesteding werd door vijf fabrikanten ingeschreven. De bieding van Bombardier en Stadler Rail waren technisch gelijk en werd Bombardier op de prijs als beste bieding aangewezen. In eerste instantie worden er 140 rijtuigen gebouwd met een optie van 48 rijtuigen. Een tweede optie bestaat uit nog eens 100 rijtuigen.
De rijtuigen worden in drie uitvoeringen gebouwd.
- AB-rijtuig: met toilet, met 24 zitpl. 1e klas en 24 zitpl. 2e klas
- B-rijtuig: met toilet, met 48 zitpl. 2e klas
- B-rijtuig: zonder toilet, met 68 zitpl. 2e klas

De rijtuigen zijn van het bekende openafdeling met zitplaatsen in 2+2-opstelling. Tevens is er in een Multifunktionele ruimte voorzieningen voor rolstoelen, fietsen en bagage. Ook is er een toilet met gesloten systeem, toegankelijk voor rolstoelgebruikers aanwezig.

## Treindiensten
De treinen worden/werden door de Schweizerische Bundesbahnen ingezet op de volgende trajecten. Door de komst van de Flirt veel terrein verloren.
- Glarner Sprinter:
  - Met meerdere tussenrijtuige tussen Zürich HB en Schwanden
- RegioExpress:
  - Luzern - Olten
- RegionAlps: Simplonlinie:
  - St. Gingolph - St. Maurice - Martigny - Sion - Brig (146 kilometer)
- Regionalzüge
  - Lancy-Pont-Rouge - Genf - Coppet
- REV Régional Express Vaudois, op alle lijnen
Op de S31 wordt als «Train des Vignes» als tweedelige trein op de VCh-Strecke ingezet.
- Regionalzüge tussen Romont, Fribourg, Payerne en Yverdon
- Regionalverkehr aan de Jurasüdfuss tussen Gorgier, Neuchâtel, Biel, Solothurn en Olten
- Regionalverkehr (R en RE) in de Jura:
  - Biel - La Chaux-de-Fonds
  - Neuchâtel - Le Locle
  - Sonceboz - Malleray
  - Biel - Boncourt - Delle
- Regio S-Bahn Basel: S9
- S-Bahn Luzern: S3, ook deels als S6 en S7
Op de S6 en S7 worden de vier voormalige MThB treinen gebruikt.
- RE Luzern - Olten
- S-Bahn Zürich: Extra treinediensten in de spits tussen Zürich en Kanton Aargau (v.a. Freiamt en Koblenz)
- Regionalverkehr in Kanton Aargau:
  - Baden - Koblenz - Zurzach/Waldshut
  - Langenthal - Olten - Aarau - Brugg - Wettingen
  - Freiamt
- Regionalverkehr in Kanton St. Gallen en Kanton Glarus:
  - Rapperswil - Ziegelbrücke - Glarus - Linthal
  - Ziegelbrücke - Sargans - Chur

## Foto's

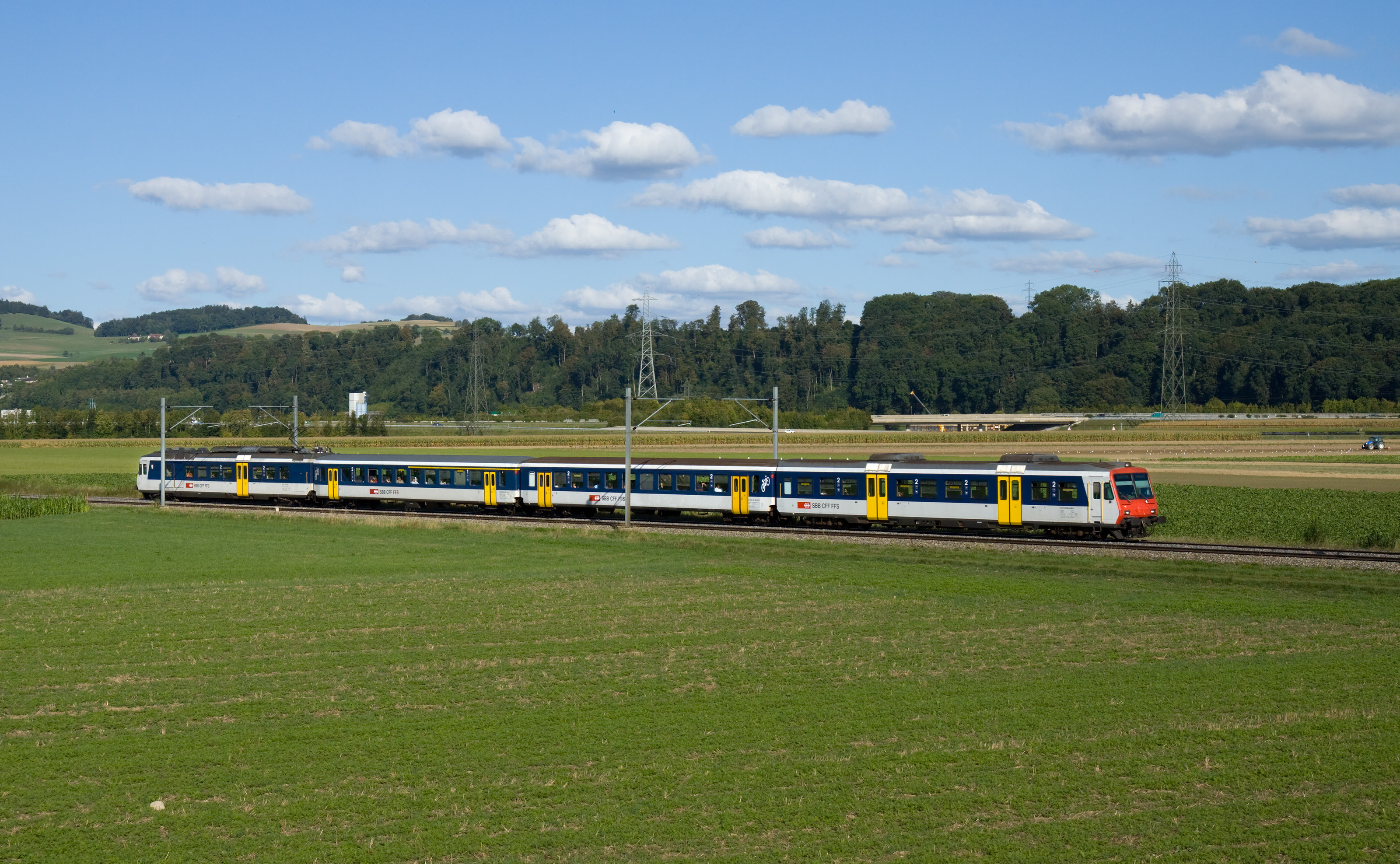
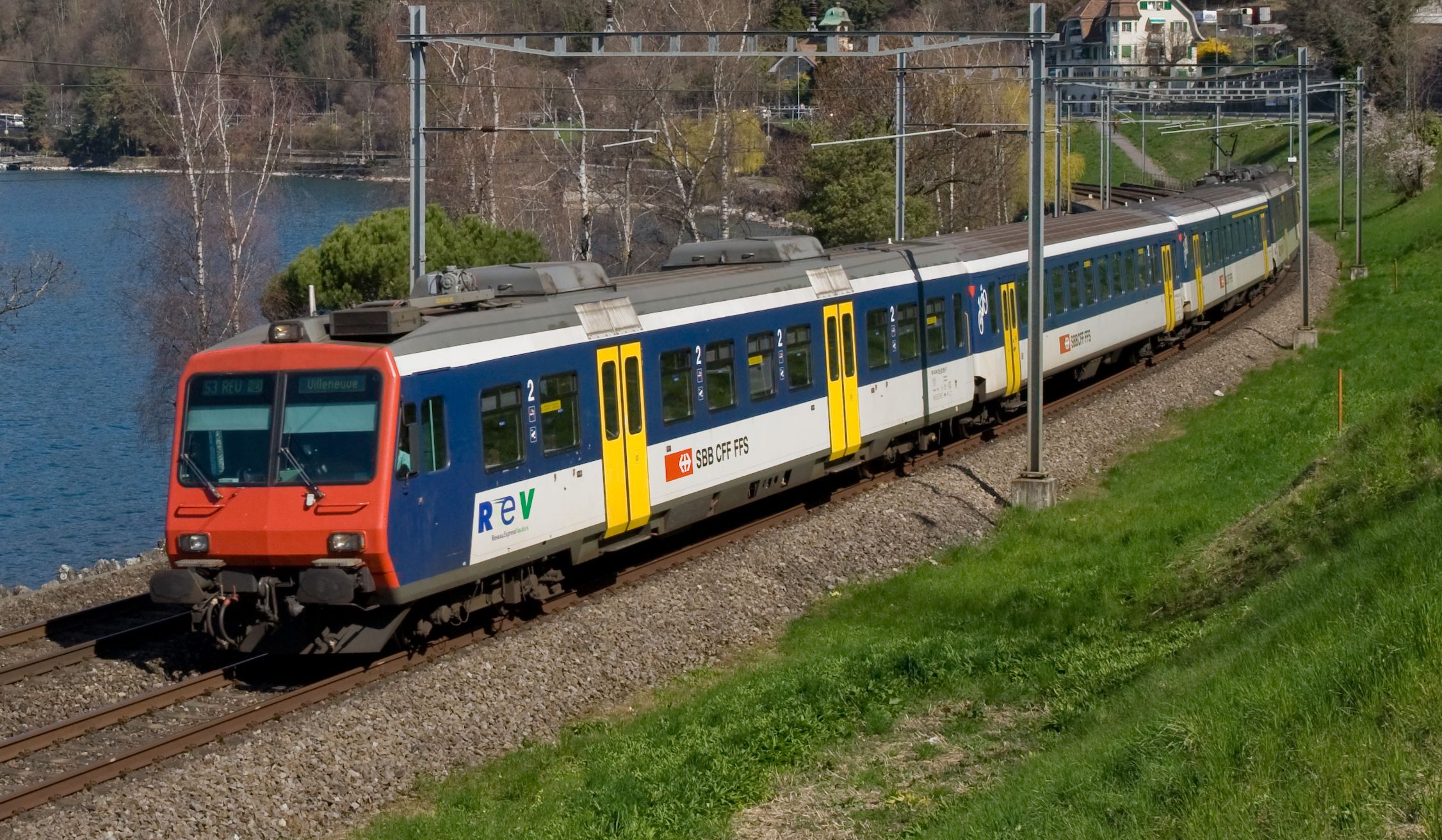
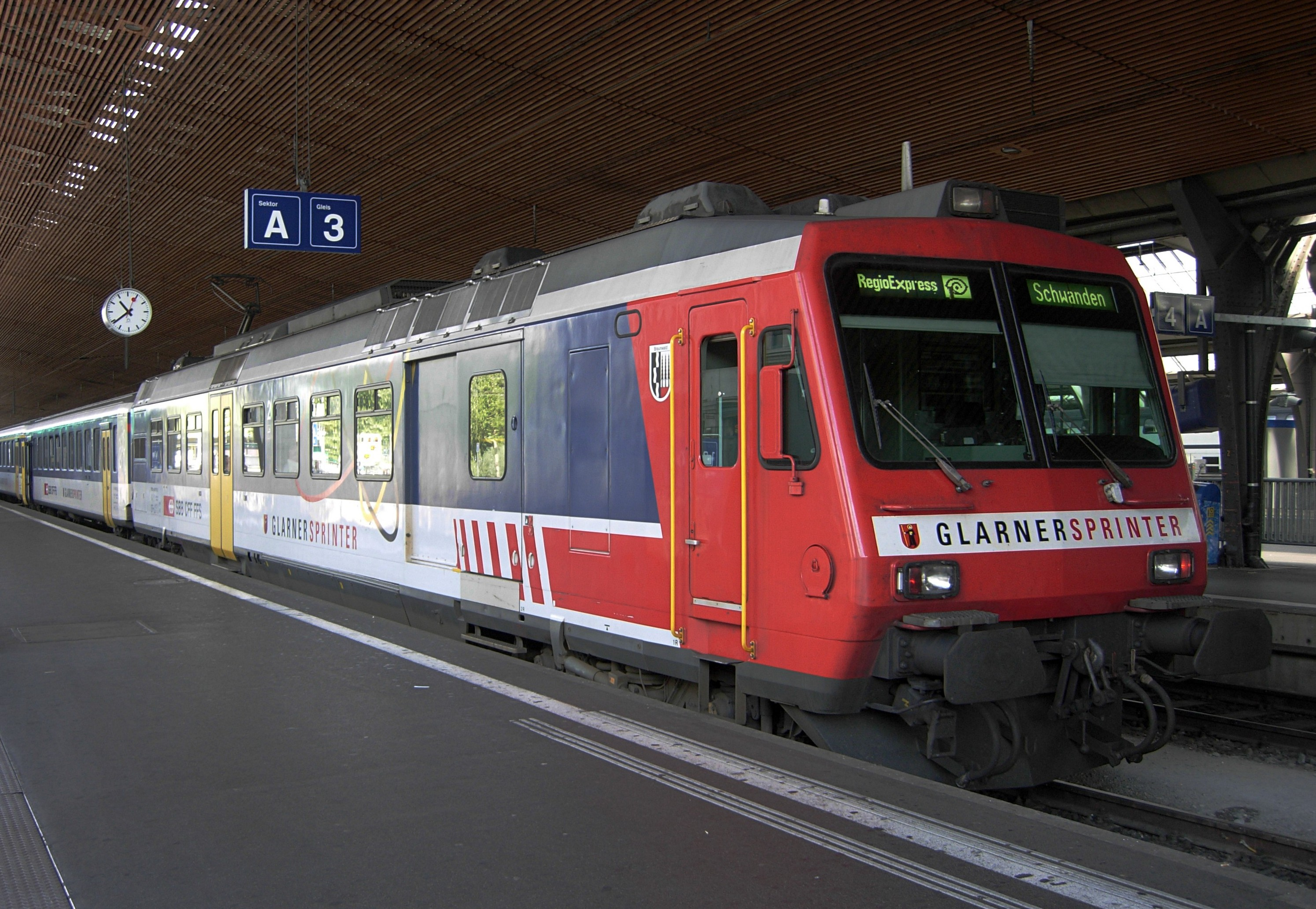
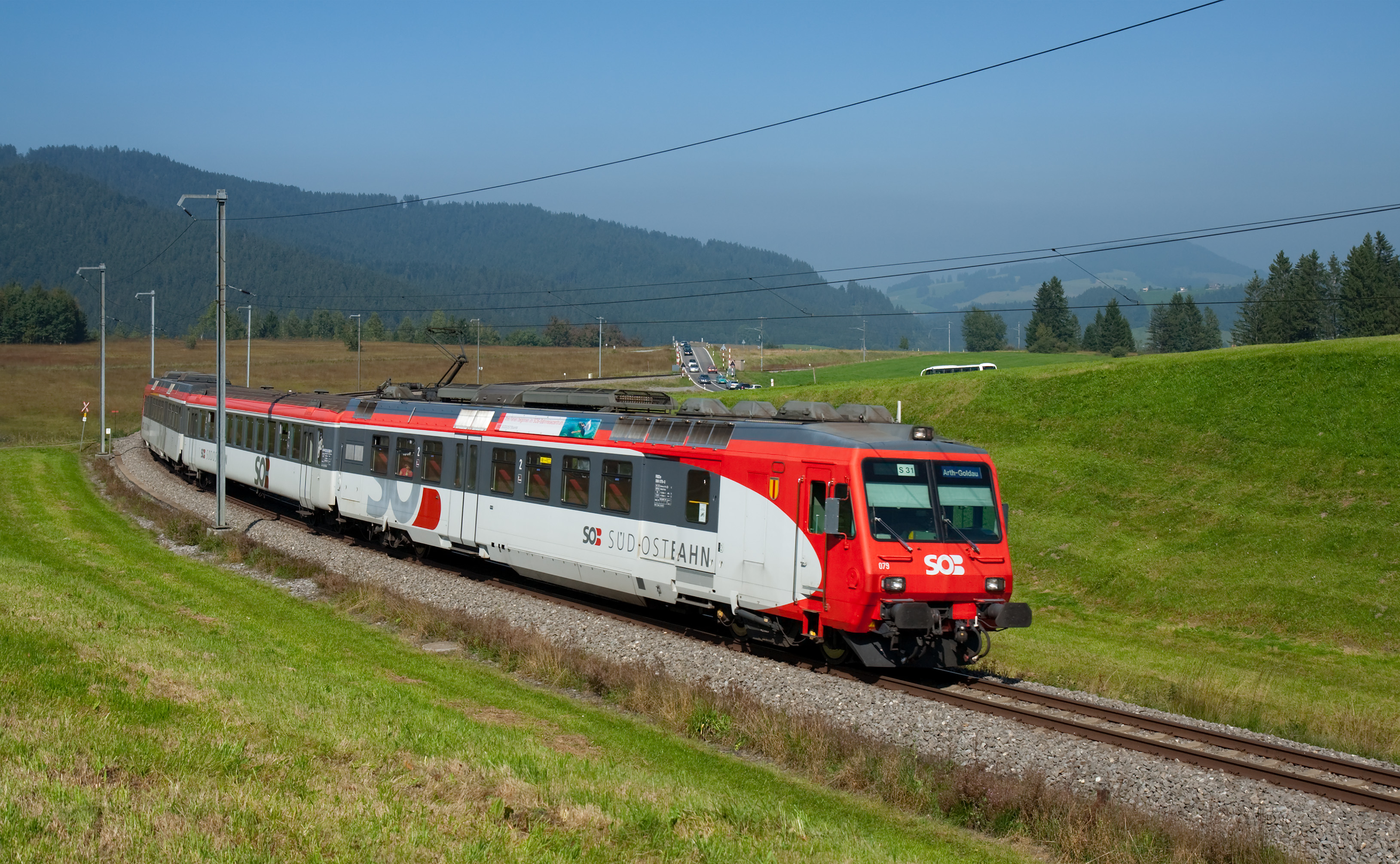
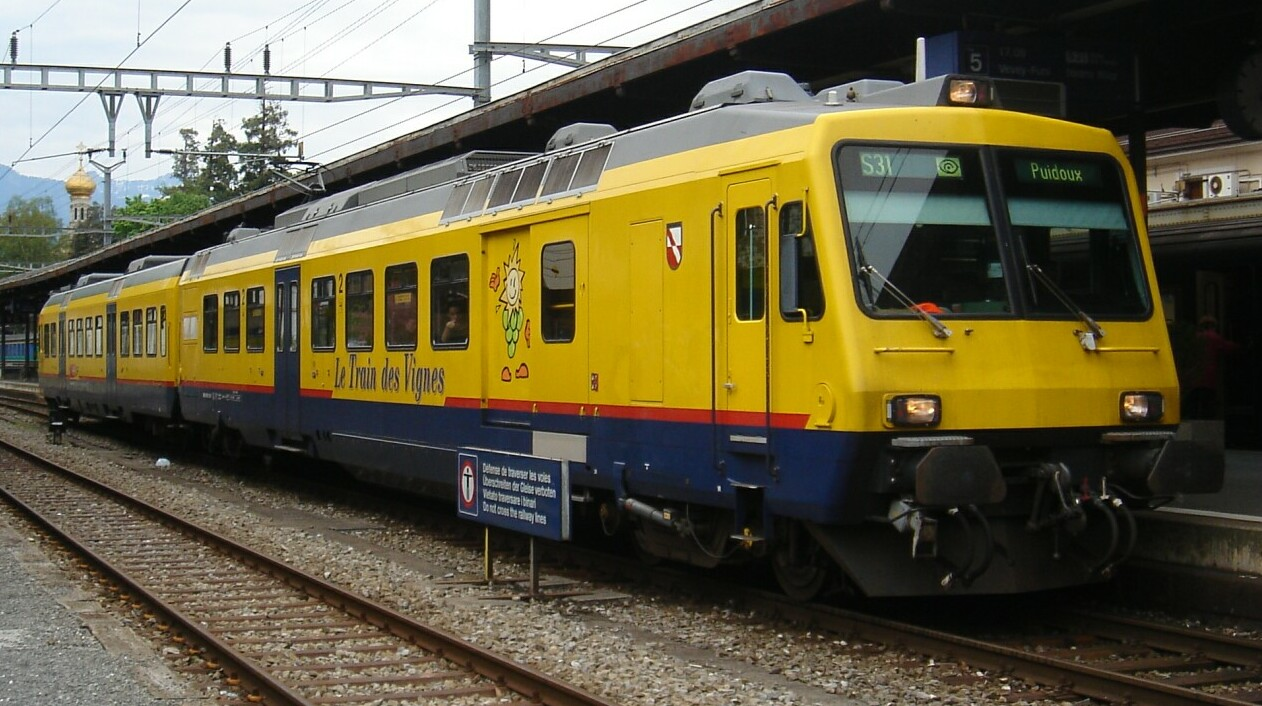
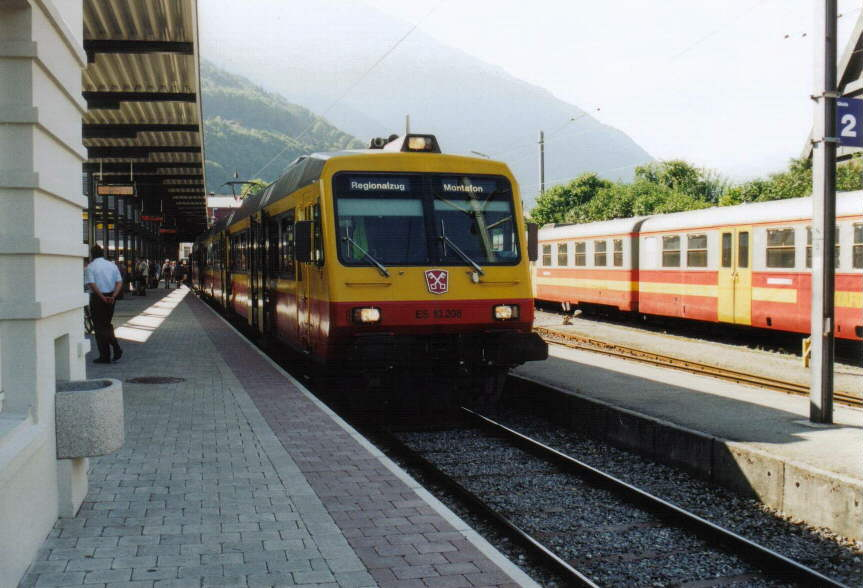
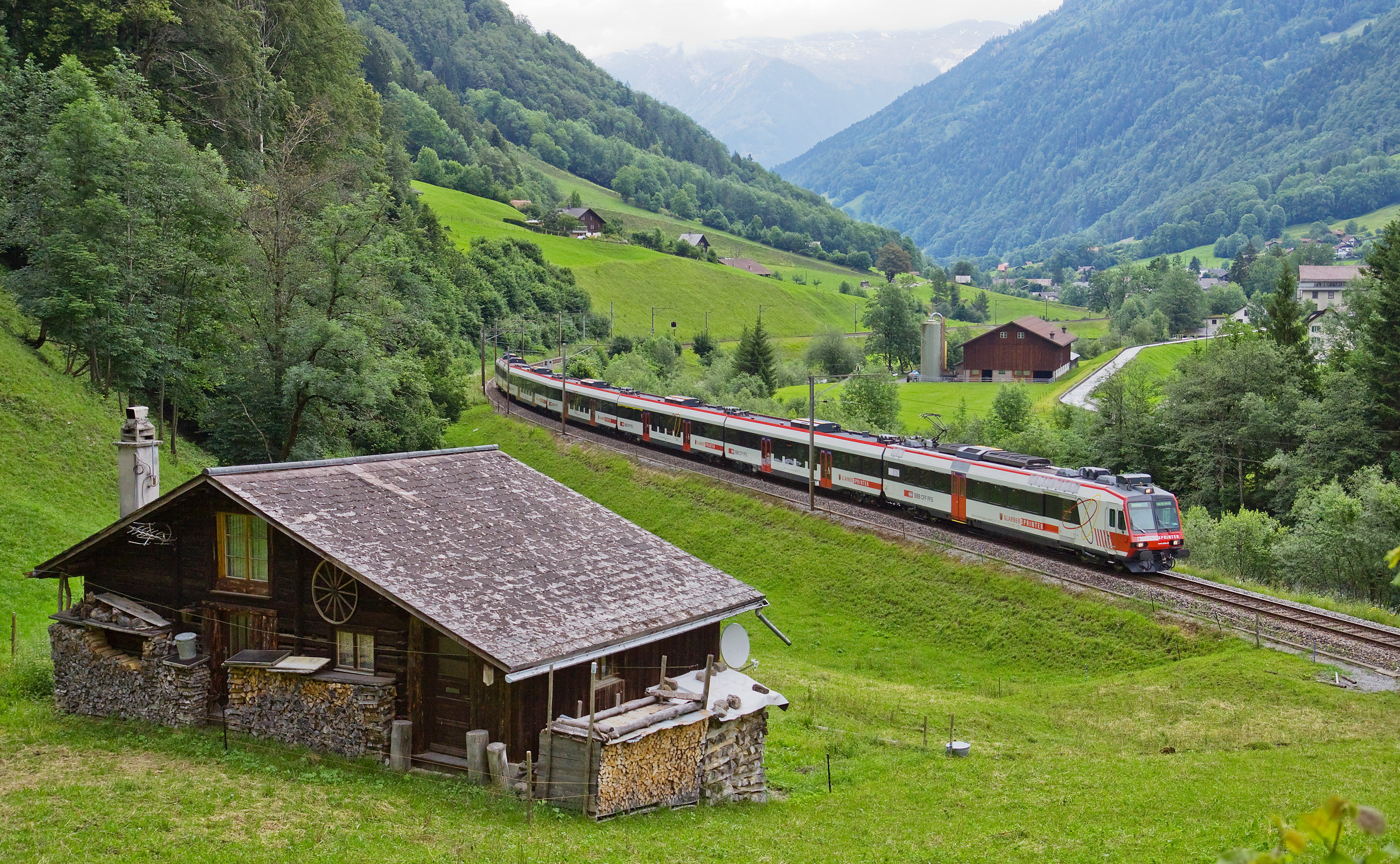
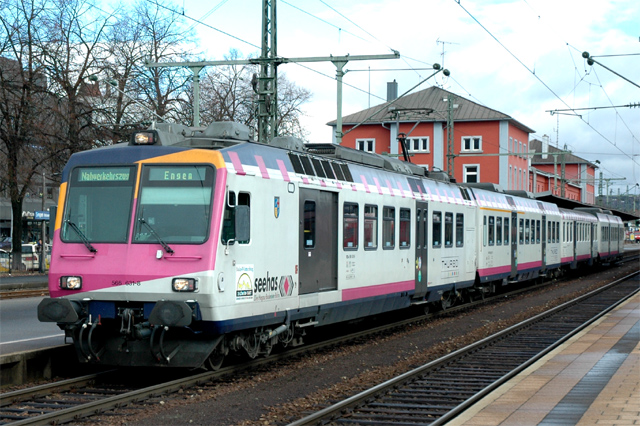
ex MThB op 16 februari 2006 te Singen
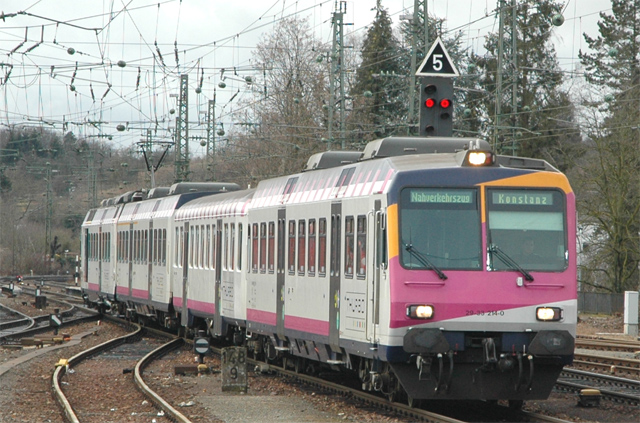
ex MThB op 16 februari 2006 te Singen
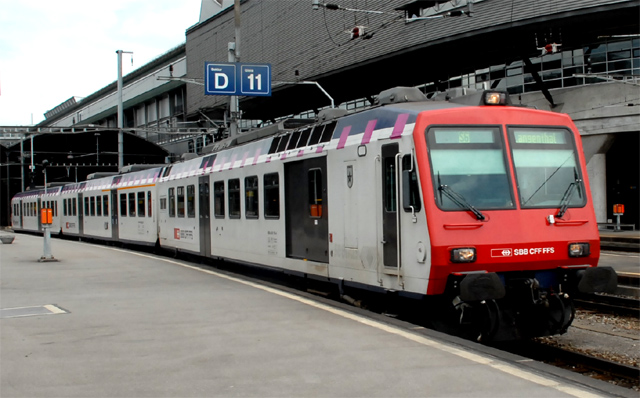
ex MThB op op 27 mei 2007 in Luzern
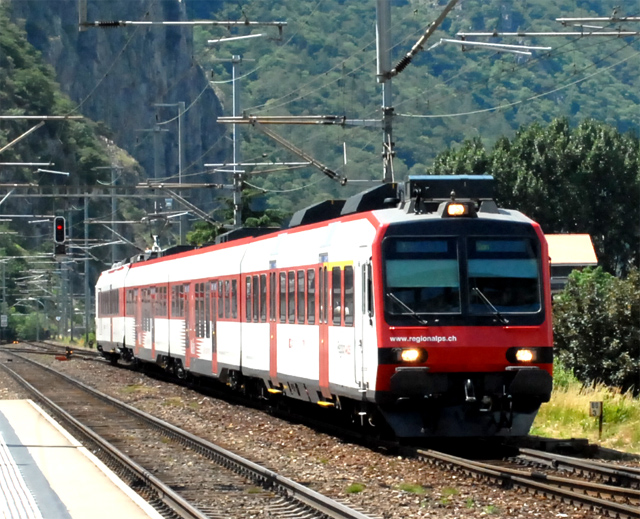
RegionAlps NPZ op 22 juni 2009 te Martigny
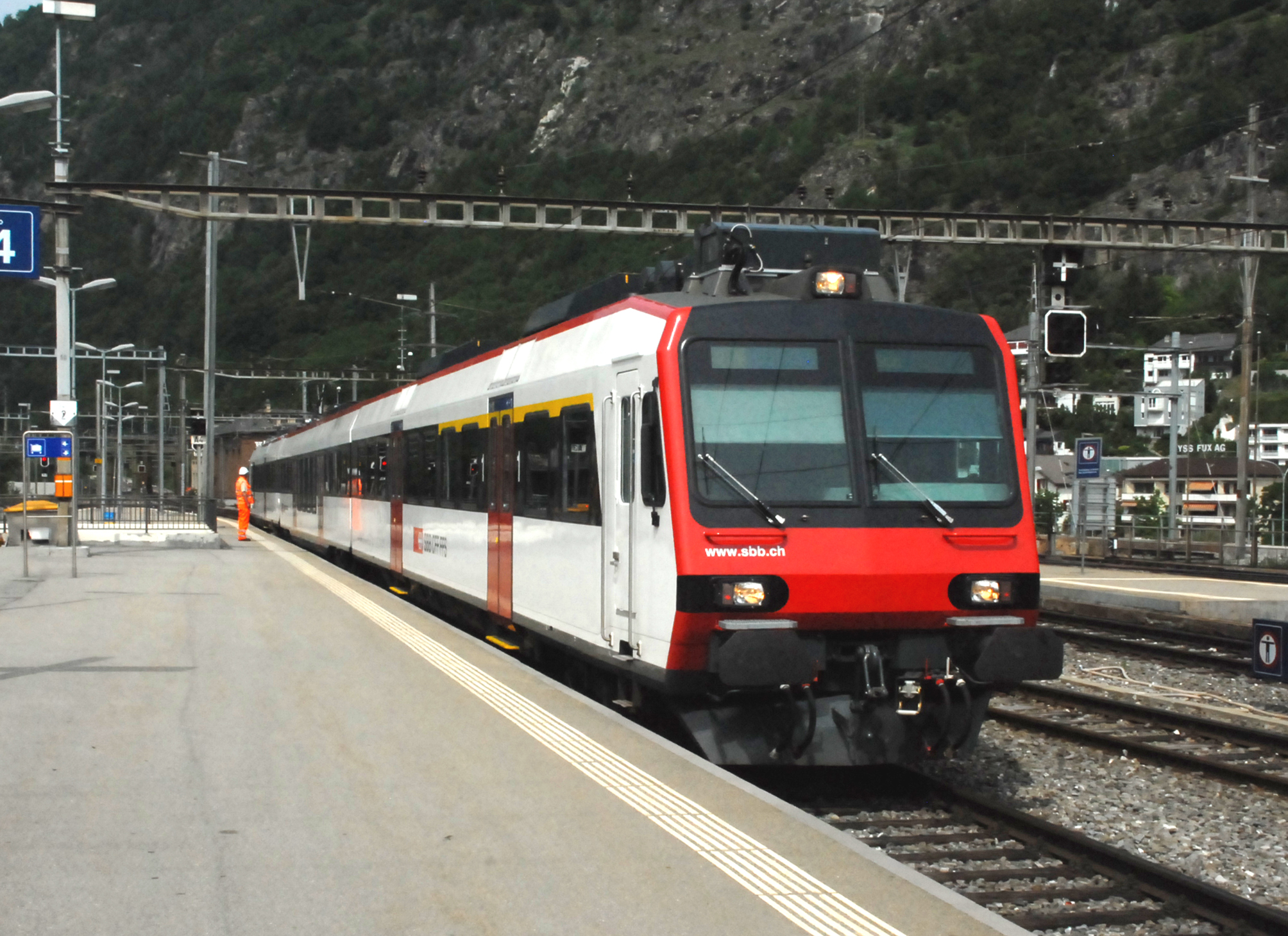
RegionAlps NPZ op 8 juni 2010 te Brig